# Pycnoschema prostomis
Pycnoschema prostomis är en skalbaggsart som beskrevs av Leon Fairmaire 1897. Pycnoschema prostomis ingår i släktet Pycnoschema och familjen Dynastidae. Inga underarter finns listade i Catalogue of Life.